# Leptoclinides aurantiacus
Leptoclinides aurantiacus är en sjöpungsart som beskrevs av Brewin 1956. Leptoclinides aurantiacus ingår i släktet Leptoclinides och familjen Didemnidae. Inga underarter finns listade i Catalogue of Life.